# Olbers-Denkmal in Bremen

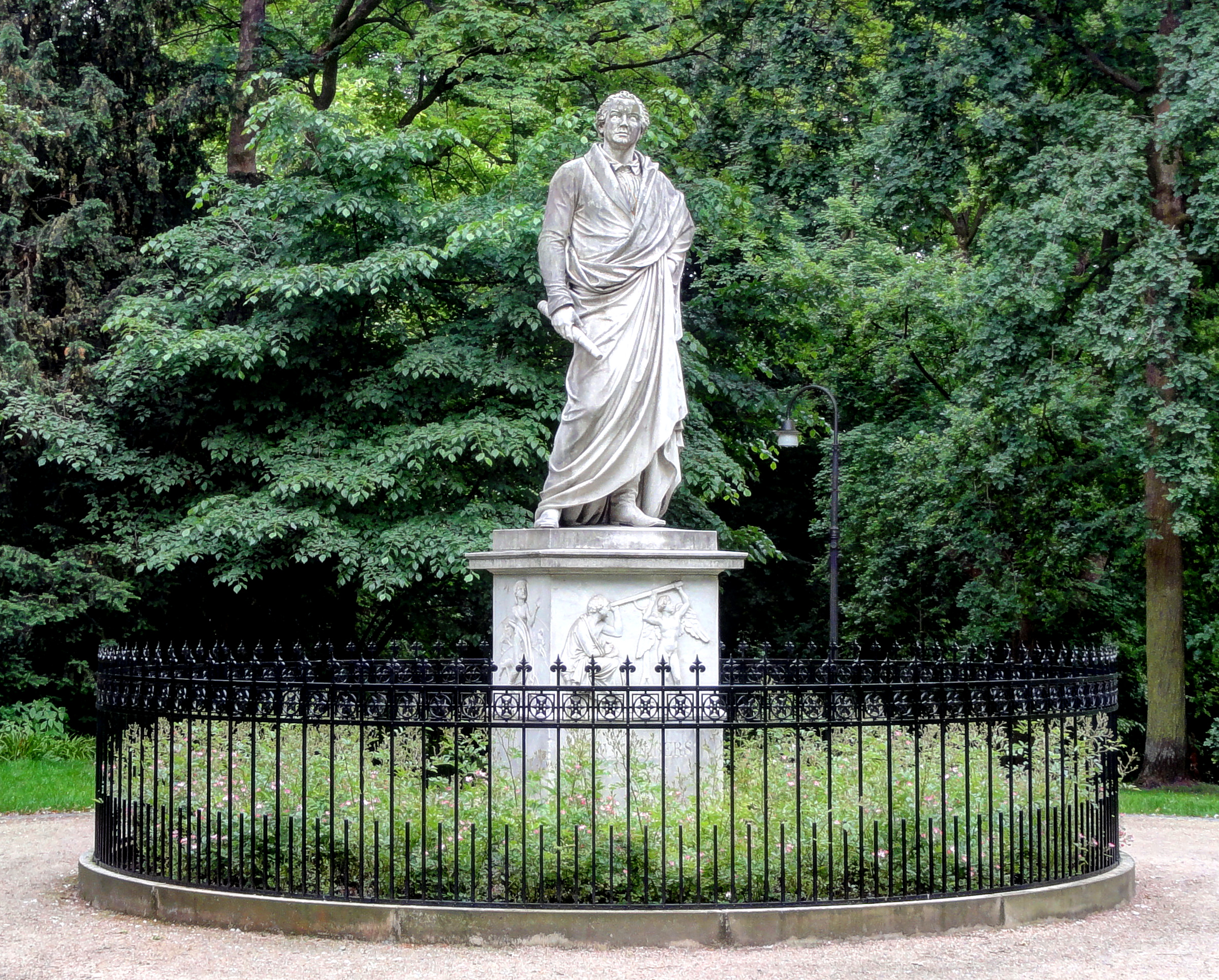
Denkmal für Wilhelm Olbers in den Bremer Wallanlagen,
Carl Steinhäuser, 1848

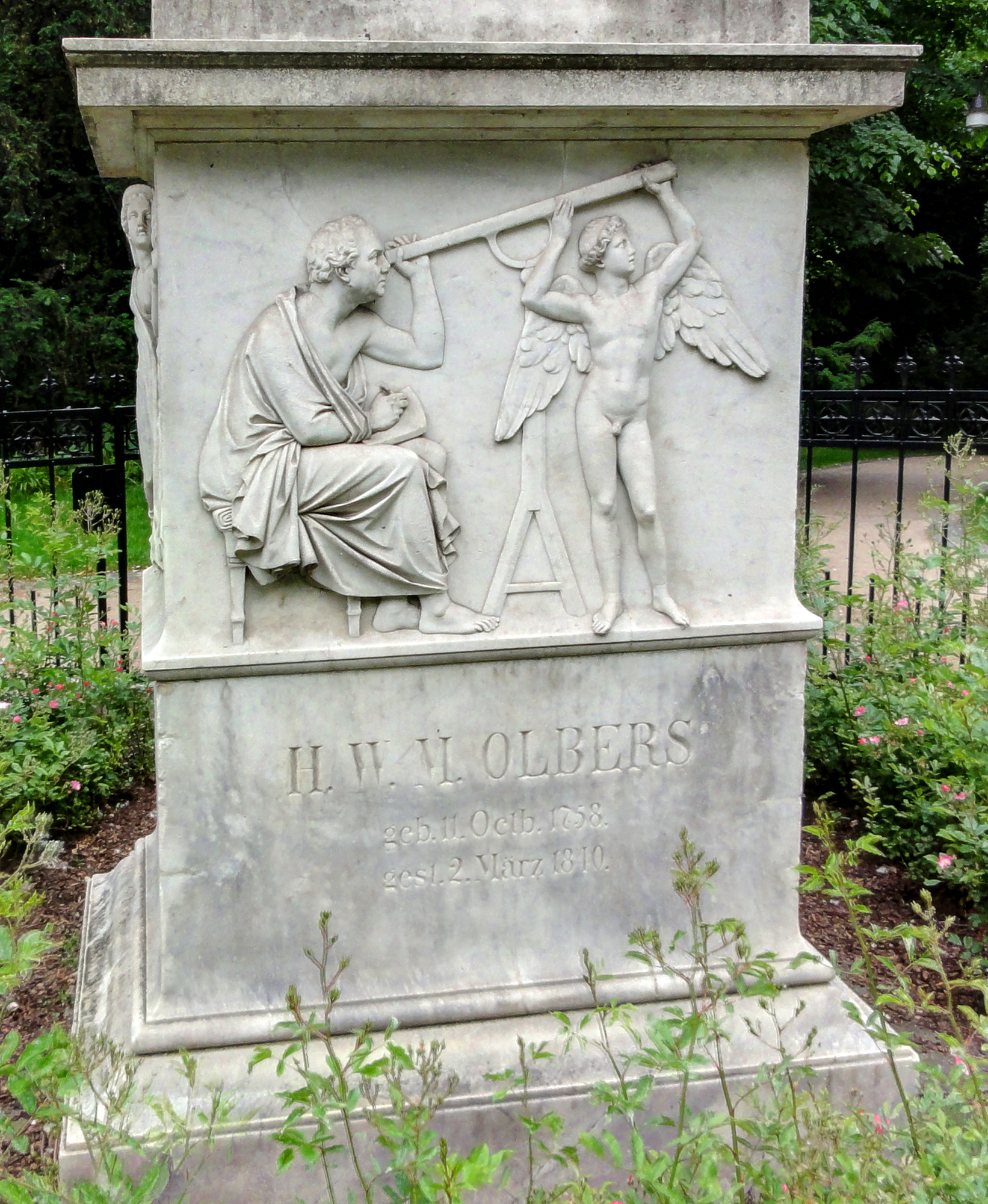
Sockelrelief am Olbers-Denkmal

Das Denkmal für Heinrich Wilhelm Olbers, den bedeutenden Bremer Arzt und Astronomen, schuf der Bildhauer Carl Steinhäuser 1848 in Rom. Es wurde 1850 in den Bremer Wallanlagen aufgestellt. Seit 1973 steht das Objekt unter Denkmalschutz.

## Darstellungen
Das Standbild zeigt den Gefeierten in ein Gewand gekleidet, das Elemente der antiken Toga und des bürgerlichen Rocks verbindet. In dieser Kombination äußert sich ein Kompromiss, der den Jahrzehnte zurückliegenden, unter anderem zwischen Goethe und Schadow ausgetragenen „Kostümstreit“ um die Frage, ob eine zeitgenössische oder antikisierende Bekleidung für eine denkmalhafte Darstellung angemessener sei, als immer noch nicht ausgestanden erweist. In der Rechten hält Olbers ein Fernrohr: Er war in Bremen zwar als beliebter Arzt bekannt, aber über seine Heimat hinaus berühmt durch seine astronomischen Entdeckungen und wissenschaftlichen Arbeiten.
Den Sockel bedecken vier Reliefs. Auf dem vorderen beobachtet der antikisch gekleidete Astronom die Sterne, begleitet und inspiriert durch einen geflügelten Genius, der dem Teleskop die erfolgversprechende Richtung verleiht. Auf den beiden Schmalseiten erscheinen Pallas Athene und Vesta, antike Göttinnen, nach denen die beiden von Olbers entdeckten Asteroiden (2) Pallas und (4) Vesta benannt worden waren. Das Relief auf der Rückseite zeigt den Gelehrten als Arzt am Krankenbett. Das Vorderseitenrelief hatte Steinhäuser schon 1844 entworfen, der Entwurf in Gips, motivisch von der Marmorausführung leicht abweichend, ist im Focke-Museum ausgestellt. Der an der klassischen Antike geschulte Stil des jungen Bildhauers bestimmt auch noch die Darstellungsweise der drei anderen, später konzipierten Reliefs.

## Inschriften
Sockelinschrift: H. M. W. Olbers geb. 11.Octb. 1758 gest. 2. März 1840

Signatur: C.Steinhäuser f.[ecit] Roma 1848

## Entstehungsgeschichte
Olbers († 1840), der bedeutendste bremische Gelehrte seiner Zeit, war schon zu Lebzeiten vielfach geehrt worden, so hatte der Bremer Senat seine von dem seinerzeit berühmtesten deutschen Bildhauer Christian Daniel Rauch geschaffene Büste in der Stadtbibliothek aufgestellt. 1844 wünschten sich Bremer Bürger ein öffentliches, repräsentativeres Denkmal und gründeten einen Verein, um private Mittel für ein Standbild aufzubringen, und auch ein zukünftiger Aufstellungsort in den ab 1802 zu einer Parkanlage umgestalteten Wallanlagen wurde bereits eingeweiht. Die Ausführung wurde an Bremer Bildhauer Carl Steinhäuser vergeben, einem Schüler von Rauch und Thorwaldsen, der sich mit einem Senatsstipendium in Rom aufhielt. Die Statue aus Carrara-Marmor war 1848 vollendet und wurde 1850 feierlich aufgestellt.
Ein 1934 entferntes Gitter rund um das Denkmal wurde 2011 erneuert.

## Bedeutung
Es war das erste im Freien aufgestellte figürliche Denkmal in Bremen überhaupt. Neben Bürgermeister Johann Smidt (sein Denkmal steht heute im Neuen Rathaus) blieb Olbers der einzige Bremer, dem im denkmalfreundlichen 19. Jahrhundert hier eine solche Ehrung widerfuhr.
Während Denkmale vor dem 19. Jahrhundert überwiegend dem Ruhm der Herrscher dienen sollten, entstanden in den Parks und auf den Plätzen der deutschen Bürgerstädte erst nach etwa 1820 Standbilder; meist von Künstlern, Dichtern, Reformatoren oder Gelehrten, die so den Bürgern als nationale oder lokale Vorbilder nahegebracht wurden und zur Identitätsbildung der Gemeinwesen beitrugen. In der Tugendskala des 19. Jahrhunderts hatten Wissenschaft und Bildung einen hohen Stellenwert bekommen.